# Mord na polskiej inteligencji krzemienieckiej
Mord na inteligencji krzemienieckiej – egzekucja około 30 Polaków, przedstawicieli inteligencji Krzemieńca, dokonana przez niemieckie Einsatzgruppen pomiędzy 28 a 30 lipca 1941 roku.

## Przebieg mordu
2 lipca 1941 roku Krzemieniec został zajęty przez wojska niemieckie. W tym samym miesiącu do miasta przybyła Einsatzgruppe C, która 28 lipca 1941 roku na podstawie listy sporządzonej przez nacjonalistów ukraińskich (wśród których największą aktywnością wykazywał się Iwan Miszczena), aresztowała najbardziej znaczących przedstawicieli polskiej inteligencji, wśród nich wielu nauczycieli Liceum Krzemienieckiego. Aresztowanych uwięziono w Domu Społecznym, gdzie byli torturowani przez Sonderkommando i milicję ukraińską.
Pomiędzy 28 a 30 lipca 1941 roku Polaków wyprowadzono pod Górę Krzyżową i rozstrzelano. Zabito około 30 osób. Do zakopywania zwłok spędzono Żydów.
To samo komando SS na podstawie list proskrypcyjnych sporządzonych przez ukraińskich nacjonalistów wymordowało profesorów lwowskich i nauczycieli ze Stanisławowa.

## Lista rozstrzelanych (niepełna)
1. mgr Joanna Kopcińska, nauczycielka, harcmistrzyni
2. mgr Franciszek Mączak, nauczyciel
3. mgr Bolesław Młodzianko, nauczyciel
4. dr Zdzisław Marceli Opolski, nauczyciel
5. mgr Helena Paliwodzianka, nauczycielka, harcmistrzyni
6. mgr Janina Poniatowska, nauczycielka, harcmistrzyni
7. mgr Ludwik Zawalnicki, nauczyciel
8. Konstanty Ejsmund
9. Jan Targoński, nauczyciel
10. mgr Stefan Górecki, przewodniczący Komitetu Rodzicielskiego
11. Irena Górecka, studentka
12. Czesław Górecki, student
13. Franciszek Dorożyński, dyrektor banków
14. Piotr Moczulski, prawnik
15. Edmund Żeromski, adwokat, członek Zarządu Liceum Krzemienieckiego
16. inż. Bolesław Sokołowski
17. Stanisław Brudziński
18. Ludomir Łoziński
19. Gustaw Wawrzyszak